# Université Uludağ
L'université Uludağ (en turc Uludağ Üniversitesi, prononcé [ulu'da: yniveɾsite'si]) est une université publique turque dont les composantes sont majoritairement basées à Bursa, avec d'autres situées dans la province éponyme. Fondée en 1975, elle est baptisée « Université de Bursa » puis rebaptisée « Université Uludağ » en 1982.

## Historique
En 1970 une annexe de la faculté de médecine de l'université d’Istanbul est implantée à Bursa. Deux autres annexes (économie et sciences sociales) sont installées en 1974. Le 11 mars 1976 la Grande Assemblée nationale de Turquie vote la loi n°1873 « portant création de quatre universités » issues d'annexes de l'université d’Istanbul, d'Ankara et de Hacettepe : l'université de Bursa, l'université du dix-neuf mai, l’université Fırat et l’université Selçuk.

## Composantes

### Facultés
L'université Uludağ comporte quatorze facultés.
| Année | Composante                                                                                         |
| ----- | -------------------------------------------------------------------------------------------------- |
| 1974  | Faculté de médecine et Faculté d'économie et de sciences sociales de Bursa (Université d'Istanbul) |
| 1976  | Faculté d’ingénierie                                                                               |
| 1978  | Faculté des sciences vétérinaires                                                                  |
| 1981  | Faculté d'agriculture                                                                              |
| 1982  | Faculté des sciences de l'enseignement                                                             |
| 1982  | Faculté de théologie                                                                               |
| 1983  | Faculté des arts et littérature                                                                    |
| 1995  | Faculté de droit, faculté des beaux-arts                                                           |
| 1995  | Faculté d'odontologie                                                                              |
| 2010  | Faculté professionnelle d'İnegöl                                                                   |
| 2013  | Faculté d'architecture                                                                             |
| 2013  | Faculté des sciences et techniques des activités physiques et sportives (STAPS)                    |

Trois écoles supérieures (en turc yüksekokul) existent également :
- l'école supérieure de la santé (1996) ;
- l'école supérieure des langues étrangères (2002)
- l'école supérieure de navigation maritime (2007)

### Instituts professionnels universitaires
Des Meslek Yüksekokulları (traduit littéralement en école supérieure de métier), équivalents proches des IUT en France, sont créés. Ils relèvent soit de facultés spécialisées, soit constituent des antennes du campus principal dans la province de Bursa.
| Année | Institut professionnel universitaire                                                                                              |
| ----- | --- |
| 1985  | Institut professionnel universitaire des métiers de la santé                                                                      |
| 1986  | Institut professionnel universitaire des sciences techniques                                                                      |
| 1992  | Institut professionnel universitaire de la faculté de théologie                                                                   |
| 1994  | Institut professionnel universitaire de Mustafakemalpaşa                                                                          |
| 1995  | Institut professionnel universitaire de Karacabey                                                                                 |
| 1995  | Institut professionnel universitaire d'İnegöl                                                                                     |
| 1995  | Institut professionnel universitaire d'İznik                                                                                      |
| 1996  | Institut professionnel universitaire de la faculté des sciences sociales (scission de celle des sciences techniques crée en 1986) |
| 1997  | Institut professionnel universitaire İbrahim Orhan de Yenişehir                                                                   |
| 1999  | Institut professionnel universitaire d'Orhangazi,                                                                                 |
| 1999  | Institut professionnel universitaire de Mennan Pasinli                                                                            |
| 2005  | Institut professionnel universitaire Asım Kocabıyık de Gemlik                                                                     |
| 2005  | Institut professionnel universitaire d'Orhaneli                                                                                   |
| 2005  | Institut professionnel universitaire de Keles                                                                                     |
| 2008  | Institut professionnel universitaire de Harmancık                                                                                 |
| 2009  | Institut professionnel universitaire de Büyükorhan                                                                                |